# Hypericum mexicanum
Hypericum mexicanum är en johannesörtsväxtart som beskrevs av Carl von Linné. Hypericum mexicanum ingår i släktet johannesörter, och familjen johannesörtsväxter. Inga underarter finns listade i Catalogue of Life.